# Слю, Анна Андреевна
А́нна Андре́евна Слю (настоящая фамилия — Слюсарёва; род. 27 марта 1980) — российская актриса.

## Биография
Родилась 27 марта 1980 года. В детстве мечтала стать певицей, играла на саксофоне и фортепьяно, но из-за неусидчивого характера не смогла профессионально освоить ни один музыкальный инструмент. После школы поступила в Щукинское училище на актёрский факультет, курс Юрия Шлыкова, которое окончила в 2001 году. Работала в театре «Эрмитаж». Взяла себе сценический псевдоним Анна Слю — по детскому прозвищу.
Свою первую роль на экране сыграла в 2001 году в сериале «FM и ребята». В 2004 году сыграла роль светлого иного Тигрёнка в фильме «Ночной Дозор». В 2011 году исполнила одну из главных ролей в сериале «Краткий курс счастливой жизни» на «Первом канале». В 2016 году исполнила главную роль в детективном сериале «Вижу-знаю».
В июне 2018 года на кинофестивале «Кинотавр» была награждена призом за лучшую женскую роль за роль в фильме режиссёра Ивана  И. Твердовского «Подбросы».

## Личная жизнь
В конце 2004 года Анна вышла замуж за  Даниила Белых. В 2010 году они развелись.
Летом 2012 года Анна вышла замуж за актёра Владимира Смирнова, известного по роли медика Лёши в сериале «Глухарь». С ним Анна познакомилась во время одного из кастингов на киностудии. В сентябре 2012 года у них родилась дочь Серафима. В 2014 году родился сын Тихон. В конце 2021 года пара рассталась.

## Фильмография
1. 2001 — FM и ребята — Катя
2. 2001— Семейные тайны — эпизод
3. 2002 — Черёмушки
4. 2004 — Ночной Дозор — Тигрёнок
5. 2004 — Холостяки — Лина, вторая бывшая жена Гоши
6. 2005 — Авантюристка — Юля, секретарь
7. 2005 — Талисман любви — Долли Захарова
8. 2005 — Дневной Дозор — Тигрёнок
9. 2006 — Девять жизней Нестора Махно (Серии 9-12) — Галина Кузьменко
10. 2006 — Моя прекрасная няня (серия 131, «Мальчишник») — Азалия
11. 2007 — Кто в доме хозяин? (серия 108, «Бизнес и ничего личного!») — Мурата, начинающая актриса
12. 2007 — Открытое пространство — Алёна
13. 2011 — Огни притона — «Зигота»
14. 2011 — Краткий курс счастливой жизни — Аня
15. 2011 — Охотники за бриллиантами — девушка Красавчика
16. 2013 — Всё будет хорошо — Вера
17. 2013 — Кукушечка — почтальон
18. 2014 — Майские ленты — любовница Руслана
19. 2016 — Вижу-знаю — Жанна Кузнецова, психолог
20. 2016 — Обратная сторона Луны 2 — Виктория Алябьева
21. 2017 — Что делает твоя жена — Валерия Логинова
22. 2018 — Подбросы — Оксана, мать Дениса
23. 2018 — Дядя Саша — Жена
24. 2019 — Рассвет —  Лиля
25. 2020 — Конференция — Лариса, заложница
26. 2020 — Марлен — Полина Викторовна Ефимова, юрист
27. 2020 — Очень женские истории (Эпизод «Стиралка»)
28. 2021—2024 — Выжившие — Лаврова
29. 2022 — The Тёлки —  Рита Таёжная
30. 2022 — Наводнение — Софья
31. 2022 — Люся — психотерапевт
32. 2023 — Чужая — Дина
33. 2023 — Убить Риту — Гнездилова
34. 2024 — Беспринципные — Ольга (новая спутница Славика)

### Съёмки в клипах
- 2011 — «Я не убивал» (Jack Action)
- 2013 — «Расскажи мне, мама» (Слава)

## Награды
- Кинотавр 2018 — Лучшая женская роль («Подбросы»)[11]
- Фестиваль авторского кино «Зимний» — Лучшая женская роль («Наводнение»)[12]